# Kriyā yoga

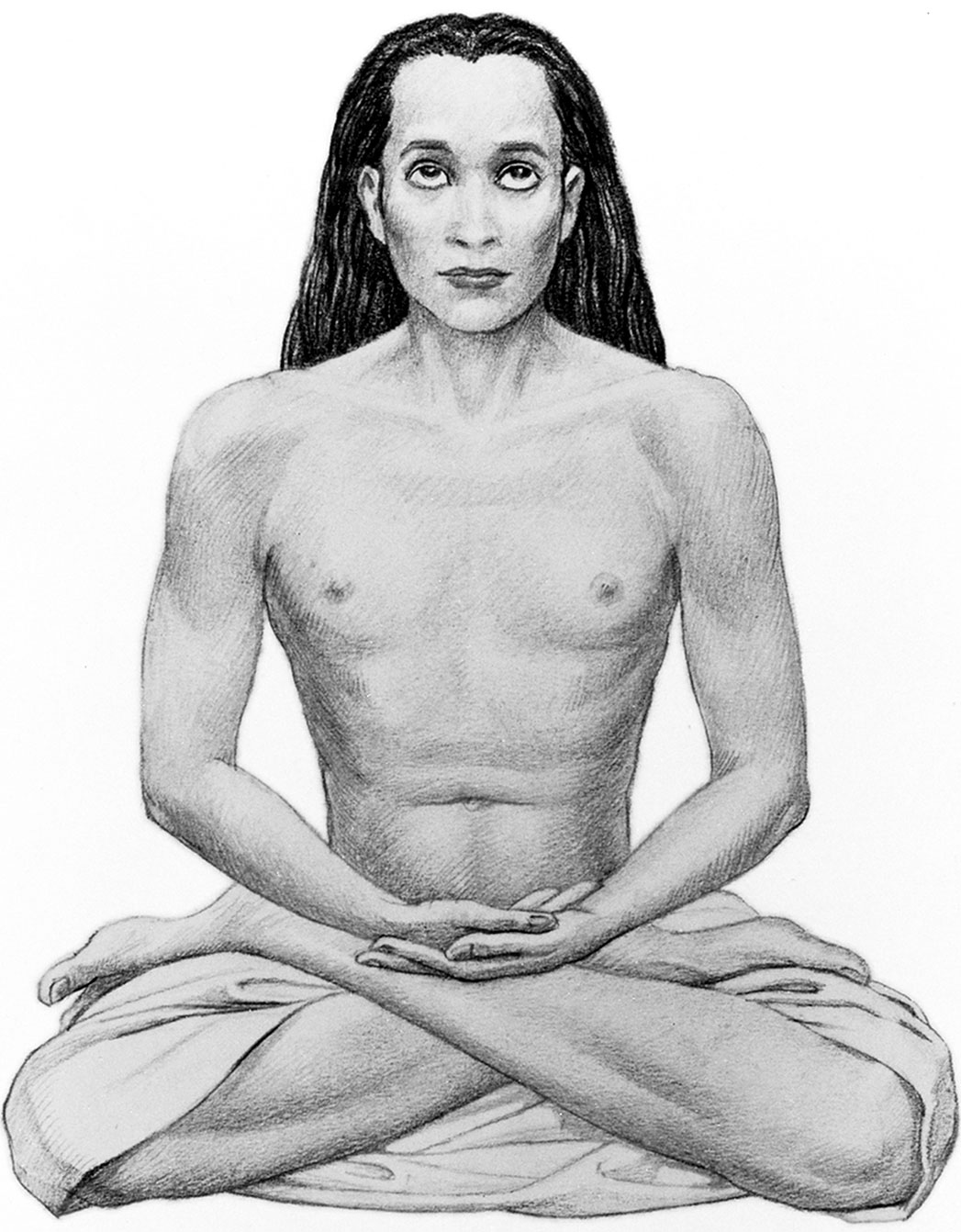
Mahavatar Babaji, Consciencia Babaji - el fundador.

El Kriya Yoga (en inglés, kriya-yoga) es un tipo de yoga o conjunto de técnicas de meditación que incluyen el pranaiama (respiración yóguica). Se llama así a la técnica revelada por Mahavatar Babaji a su discípulo Lahiri Mahasaya en 1868 en los Himalayas. De acuerdo con Paramahansa Yogananda, él aprendió las avanzadas técnicas del kriia-ioga de su maestro, el bengalí Sri Yukteswar, quien a su vez las había aprendido de Lahiri Mahasaya. Se dice que Mahavatar Babaji siempre rehúsa revelar a sus discípulos ningún dato de tipo biográfico, y por ello no se conoce el lugar ni la fecha de nacimiento, ni su "verdadero" nombre. Los que creen en su existencia afirman que ha vivido durante siglos en las nevadas alturas del Himalaya. Los que dicen haberle conocido durante este periodo le conocen por el nombre dado primero por Lahiri Mahasaya. El término mahā-avatara significa ‘gran avatar’. En la tradición del yoga, es un ser totalmente iluminado.
- kriyāyoga, en el sistema AITS (alfabeto internacional para la transliteración del sánscrito).
- क्रियायोग, en escritura devanagari del sánscrito.
- Pronunciación: /kríia ióga/.[3]

## Etimología
El término sánscrito Kriya significa:
- acto, realización, ocupación, llevar a cabo, actividad, trabajo, labor.[3]
- acción corporal, ejercicio de las partes del cuerpo.[3]
- verbo, acción (como idea general expresada por cualquier verbo); de acuerdo con gramáticos posteriores a Panini, hay de dos tipos: sa-karma kriiaa (‘verbo con acción’, verbo transitivo) y a-karma kriiaa (‘verbo sin acción’, verbo intransitivo).[3]
- un sustantivo de acción; según Wilson.[3]
- cualquier trabajo literario.[3]
- práctica médica, tratamiento médico, aplicación de un remedio, cura.[3]
- rito religioso, ceremonio, acto sacrificial, sacrificio; según las Leyes de Manu y el Majábharata.[3]
- charama-kriia: ceremonia fúnebre.[3]

Cuando se une con la palabra yoga, significa:
- La conexión con una acción o un verbo (según el Átharva-veda-pratishakhia (principios del I milenio a. C.), el sanscritólogo Pánini (520 – 460 a. C.) 1.1.14, y el Karanda-viuja.[3]
- La utilización de instrumentos (según el Majábharata (hacia el siglo III a. C.) 3.69 y el Sushruta).[3]

Después del siglo II a. C. pasó a significar:
- La forma práctica de la doctrina del yoga (la unión con la deidad mediante la debida realización de los deberes diarios, y la devoción activa); según el Ioga-sutra (hacia el 150 a. C.) 2.1 y el Bhágavata-purana (hacia el siglo XI d. C.) 4.13.3.[3]

## Definición
Quienes practican hoy en día kriia ioga lo describen como un «antiguo» sistema de yoga «revivido» en 1868 por Lajiri Majashaia (1828-1895), en nombre de su maestro Mahavatar Babaji (mediados del siglo XIX).
Según Majashaia, el kriia-ioga es similar al raya-ioga.
El sistema consiste en una serie de técnicas de pranaiama diseñadas para acelerar rápidamente el desarrollo espiritual y crear un estado profundo de tranquilidad y de unión superior.

## El kriia yoga en el «Bhagavad-guita»
Yogananda, principal difusor del kriia-ioga en Occidente durante la primera mitad del siglo XX, decía que Krishná habría mencionado esta disciplina en el Bhagavad Gita en dos ocasiones, aunque no explícitamente:

Entregando la aspiración del aliento a la espiración del aliento, y dando la espiración del aliento a la aspiración del aliento, el yogui neutraliza ambos alientos; de esta manera libera la fuerza vital del corazón y la logra dominar en su totalidad.
Krishná, describiendo el yoga en general en el Bhagavad-guitá (siglo III a. C.)

Krishná relata que en una encarnación anterior impartió el eterno yoga al dios del Sol, Vivasvat, quien se lo transmitió a Manu, el gran legislador. Éste, a su vez, instruyó a Ikshuakú, el padre guerrero de la dinastía solar de la India.
Yogananda acerca del Bhagavad-guita

Yogananda también afirmaba que Patanyali habría hecho mención del kriia yoga cuando escribió: «El yoga consiste en un cuerpo de disciplina, de control mental, y meditación en el om. [...] La liberación se puede alcanzar mediante el prāṇāyāma, logrando la dislocación del curso de aspiración y espiración».

## El proceso fisiológico y mental del yoga
Yogananda afirma en sus libros que para alcanzar y experimentar el estado de samādhi se necesita el cese absoluto de todo movimiento y actividad del cuerpo, parándose la respiración, la actividad cerebral, y el metabolismo. Solo así se produciría la desconexión total con el mundo exterior y con lo que nos ata al mismo, el cuerpo. Dice que el cuerpo limita y ata nuestra consciencia y concentración, las cuales parecen estar unidas de forma inseparable, además de continua y estrecha, con el primero a través de los cinco sentidos y los procesos corporales inconscientes. No podemos controlar nuestra presión arterial o latidos a voluntad pero una parte de nuestra «consciencia inconsciente» lo controla todo y está parcialmente «ocupada» en ello. En este estado de samādhi la consciencia quedaría libre de dichas ataduras.
El proceso consiste primero en desconectar progresivamente el cuerpo y la mente del mundo exterior mediante la práctica diaria y constante de las técnicas, reveladas e impartidas por un maestro o discípulo autorizado. Lenta y progresivamente se iría reduciendo la actividad corporal y la respiración, que pasaría de los 18–20 ciclos por minuto usuales hasta los cero, parándose el cuerpo de forma natural. Al pararse el cuerpo se pararía el pensamiento, y se experimentaría entonces el samādhi. El número de respiraciones por minuto y el número de pensamientos que tenemos en promedio cada día han sido contados meticulosamente por los yoguis desde la antigüedad, pues afirman que hay una relación estrecha entre respiración y pensamiento (o mente) y entre respiración y energías desconocida por la ciencia.
Yogananda llama a este estado corporal del samādhi «animación suspendida», una especie de estado intermedio entre la vida y la muerte, en que el cuerpo estaría totalmente dormido, parado o «muerto», pero la consciencia seguiría totalmente despierta. Sin la limitación del cuerpo, la consciencia podría expandirse sin fin en la experiencia de una especie de «muerte temporal reversible», de la que se podría volver a la consciencia normal del mundo exterior, primero involuntariamente y posteriormente, tras larga práctica, voluntariamente. En una primera etapa, la experiencia viene y se va independientemente de la voluntad del practicante (savikalpa samādhi), en experiencias similares a las de los místicos cristianos como Teresa de Ávila y San Juan de la Cruz[cita requerida], pero tras muchos años de práctica adicional se consigue llegar al control voluntario del trance o experiencia y entrar y salir del mismo a voluntad (nirbikalpa samādhi).
Un discípulo directo de Sri Yukteswar Giri, Sri Sailendra Bejoy Dasgupta escribió que «el kriia-yoga conforma varias técnicas que han sido mencionadas en la Bhagavad-guitá (‘la canción del Opulento [el dios Krishná]’, hacia el siglo III a. C.), los Yoga-sutra (hacia el 150 a. C.), los Tantra-shastra y otros conceptos de yoga.

## Patañjali y el yoga
El primer sistematizador del yoga, el indio Patanyali (probablemente del siglo III a. C.), nombra en el primer sutra del capítulo 2 (sadhana pada o ‘sección de práctica’) de sus Yoga sūtra los requisitos para acercarse a la divinidad:
- Tapas (austeridades, ayunos).
- Suadhiaia (estudio de las escrituras hindúes).
- Íshuara pranidhana (depender del Controlador).
- Kriia (acciones piadosas).
- Yoga (unión).

## Yogananda y el kriya yoga
De acuerdo con Paramahansa Yogananda, él aprendió las avanzadas técnicas del kriia-ioga de su maestro, el bengalí Sri Yukteswar (1855-1936), quien a su vez las había aprendido de Lahiri Majashaia (1828-1895),  discípulo de Mahavatar Babaji.

### Self-Realization Fellowship- Yogoda Satsanga Society of India
La institución Self-Realization Fellowship (http://www.yogananda-srf.org), con sede en Los Ángeles (California), y la institución hermana en la India Yogoda Satsanga Society, enseñan las técnicas de kriia-ioga o raya-ioga traídas por primera vez a Occidente por Swami Paramahamsa Yogananda, que en 1920 fue enviado por su guru Sri Yukteswar a propagar las técnicas de kriia-ioga al mundo occidental, lo que hizo principalmente en Estados Unidos. Dicha institución posee los derechos de autor legados por Yogananda sobre sus propios materiales de difusión y se dedica a propagar su mensaje mediante libros, materiales multimedia, cursos, seminarios e iniciaciones. Las técnicas difundidas por SRF por correspondencia, incluyen cuatro niveles de kriia-ioga, así como ejercicios preparatorios y físicos que fueron introducidos por Yogananda, además de ciertas modificaciones a las técnicas originales.
Por supuesto, Self-Realization Fellowship no es la única fuente para recibir el kriia-ioga. Tanto Lajiri Majashaia como Paramhansa Yogananda tuvieron muchos discípulos, que tuvieron a su vez muchos discípulos, por lo que existen múltiples linajes de transmisión de kriia-ioga, unos conocidos y públicos y otros no. Entre otras instituciones que difunden las técnicas de kriia-ioga, se encuentra también Ananda Español, Kriya Yoga Institute, creada en los Estados Unidos por Paramahansa Hariharananda, así como Hariharananda Mission West, de Sarveshwarananda Giri, más conocido como Swamiji, quien realiza viajes por todo el mundo. Otros conocidos difusores incluyen a Shibendu Lajiri, nieto de Lajiri Majashaia, Sadhananda Guiri, entre otros.

## Antigüedad, confidencialidad y efectos de las técnicas de kriia-ioga
Las técnicas del Kriya Yoga son actualmente accesibles a través de distintos linajes y maestros autorizados, como por ejemplo los linajes de Paramahamsa Hariharananda, Swami Sadhanananda, Yogacharya Ashoke Kumar Chatterjee, además de otros linajes menos conocidos pero no menos poderosos. Quienes no tengan posibilidad de recibir la técnica al estilo tradicional mediante el contacto gurú-discípulo, cuentan con la posibilidad de aprender algunas partes del sistema de Kriya Yoga a través del estudio de las lecciones de la organización Self-Realization Fellowship (de EE. UU.). En la institución Self-Realization Fellowship (http://www.yogananda-srf.org) se les enseñan estas técnicas a los alumnos que han completado cierto número de lecciones.
El fundamento de las técnicas ha sido descrito por Yogananda en sus libros. Las técnicas exactas, según la tradición del yoga, son confidenciales y no se deben revelar a otros (aparte de los iniciadores autorizados). De lo contrario un principiante creería hacer de guru y es también tradición no iniciar a personas con curiosidad superficial sino a las de deseo sincero, intenso y constante. Los que tienen curiosidad superficial y consiguen aprender las técnicas, con o sin iniciación, abandonan la práctica tarde o temprano. Un maestro ha dicho que la puerta debe estar siempre abierta para «entrar» (la iniciación) y para «salir» (abandonar la práctica de la meditación).
Según las propias descripciones de Yogananda y otros respetados yoguis, algunas técnicas se basan en la observación y control de la respiración, estrechamente conectada con los procesos mentales. Respiramos más rápidamente bajo emociones negativas y más lentamente cuando sentimos paz, de forma natural. La sistematización de la respiración constituye en yoga una rama especializada llamada pranayama. La iniciación de las diversas corrientes suele incluir técnicas de pranayama.
Las técnicas ayudarían al desarrollo de la superconcentración en el interior, a fin de escuchar los sonidos interiores místicos descritos por algunos yoguis y otros místicos (incluso de fuera de la India). Por ejemplo Swami Sivananda, en su libro Concentración y respiración describe estos sonidos/vibraciones/música que se oyen o sienten antes de sentir la «vibración primordial» de Dios, om. Yogananda dice que la palabra Om o Aum es el origen de las palabras Amén del cristianismo y Amin del islam y judaísmo.
También se pueden tener visiones interiores de diversas clase de luces y seres, y finalmente se vería una luz blanca y brillante, según los yoguis y místicos que dicen haberla contemplado. Las posibles experiencias interiores no se deben revelar nunca a nadie, según Yogananda deben ser siempre un secreto entre el devoto y Dios. Esto evita posibles comparaciones del ego espiritual de los principiantes, por ejemplo, pues no todos tienen exactamente las mismas experiencias y en la misma secuencia, y se evitan falsas expectativas. Solamente los maestros pueden divulgar detalles.
Yogananda recomienda practicar estas técnicas al menos dos horas diarias y cinco horas los domingos. Estas técnicas y manipulaciones físicas y mentales enseñadas en la iniciación ayudarían a la concentración durante la meditación como herramienta, pero no son mantras mágicos, y solamente con el esfuerzo diario generalmente de muchos años se pueden tener experiencias interiores además de la paz que se suele sentir tras algún tiempo de práctica. Con el tiempo, según los grandes yoguis, se puede adquirir la superconcentración conducente al samadhi o superconsciencia. Según Yogananda, desde la primera vida que se empieza a meditar se necesitarían varias vidas de meditación hasta alcanzar el samadhi. El gurú guía al discípulo (chela) vida tras vida.
El que el proceso hasta el samadhi o superconsciencia sea largo no significa que el discípulo no obtenga ninguna satisfacción o progreso espiritual hasta entonces. Según Yogananda, los beneficios de la meditación comienzan desde el primer día, pero no se sienten a nivel consciente durante cierto tiempo, que puede ser largo, en un proceso similar a un recipiente grande que se llena gota a gota y pasa bastante tiempo hasta que se ve desbordarse el agua.
En esta primera y a menudo larga etapa no se tienen visiones ni trances, sino solamente relajación y paz, una vez que se tiene la costumbre de meditar a diario. Muchos abandonan al no tener experiencias espectaculares, que Yogananda dice que no deben ser la principal motivación para meditar con estas palabras: «El camino de la meditación no es un circo espiritual».

## La mujer y el yoga
No sólo se permite a las mujeres ser iniciadas e iniciadoras, sino que se las estimula a que practiquen el kriia-ioga y las demás variedades del yoga. Ha habido grandes mujeres yoguis, llamadas yoguinis. Todos los grandes maestros han enseñado que el yoga es para todos y han luchado contra las discriminaciones culturales, de castas y de todo tipo, pues todos somos hermanos hijos del mismo Creador y con el mismo valor y capacidad espiritual, pues la divinidad estaría latente y esperando en cada ser humano, hombres y mujeres, niños o viejos, «buenos» o «malos», pues lógicamente no hay esas dos clases de personas por naturaleza, solamente diferentes grados de evolución espiritual, estando el alma más o menos oculta y oprimida por un mayor o menor ego, según la evolución espiritual de cada uno.

## Las técnicas del kriia-ioga
Aunque existen diversas variaciones del kriia-ioga, ciertos elementos básicos están en general presentes en el primer nivel del kriia-ioga de Lajiri Majashaia:
- técnicas preparatorias (como talabia kriia y pranaiama mental)
- maha mudrá
- kriia propiamente dicho
- meditación

## Otros maestros de kriya-yoga
- Swarupananda Brahmachari: yogui discípulo de Paramahansa Hariharananda (del linage de Lajiri Majashaia, Yukteswar y Yogananda).